# Punisher: War Zone (серия комиксов, 2012)
Punisher: War Zone — ограниченная серия комиксов, состоящая из 5 выпусков, которую в 2012—2013 годах издавала компания Marvel Comics. Главным героем является Каратель.

## Синопсис
Несколько членов Мстителей пытаются остановить личную войну Фрэнка Касла с преступностью.

## Выпуски
| №  | Название                                    | Выход обложки | Оценка на Comic Book Roundup | Предположительный объём продаж (первый месяц) |
| #1 | Punisher Manhunt Continues                  | декабрь 2012  | 8.1 на основе 19 рецензий    | 27 010, позиция в Северной Америке — 98       |
| #2 | Punisher Accomplice Refuses Not-Guilty Plea | февраль 2013  | 7.0 на основе 7 рецензий     | 25 471, позиция в Северной Америке — 86       |
| #3 | «Punisher Proxy» Trial Ends, Now to Jury    | март 2013     | 7.9 на основе 9 рецензий     | 23 863, позиция в Северной Америке — 85       |
| #4 | Guilty!                                     | март 2013     | 7.2 на основе 15 рецензий    | 22 993, позиция в Северной Америке — 90       |
| #5 | Escape!                                     | апрель 2013   | 8.4 на основе 14 рецензий    | 22 824, позиция в Северной Америке — 92       |

### Коллекционные издания
| Название                     | Тип            | Собранный материал             | Кол-во страниц | Дата выхода | ISBN              | Предполагаемый объём продаж (Северная Америка) |
| ---------------------------- | -------------- | ------------------------------ | -------------- | ----------- | ----------------- | ---------------------------------------------- |
| Punisher: Enter The War Zone | Мягкая обложка | Punisher: War Zone (2012) #1-5 | 120            | 29 мая 2013 | 978-0-7851-6742-6 | 2 100, позиция за первый месяц — 44            |

## Отзывы
На сайте Comic Book Roundup серия имеет оценку 7,7 из 10 на основе 64 рецензий. Джои Эспозито из IGN дал первому выпуску 7 баллов из 10 и разочаровался работой художника Кармина Ди Джандоменико. Дуг Завиша из Comic Book Resources, обозревая дебют, похвалил писателя Грега Раку. Роб Макмонигал из Newsarama поставил первому выпуску оценку 7 из 10; ему понравилось как сценарист преподносит главного героя.